# Nécropole nationale de Rétaud
La nécropole nationale de Rétaud est un cimetière militaire français de la Seconde Guerre mondiale, situé sur le territoire de la commune de Rétaud (Charente-Maritime). Plusieurs centaines de combattants français et alliés tombés pendant les combats de la libération des poches de Royan et d'Oléron y ont été inhumés. 
Située un peu à l'écart du bourg, au lieu-dit « Chez-le-Tard », dans le sud-ouest de la Charente-Maritime, elle fait écho au cimetière militaire allemand de Berneuil, implanté quelques kilomètres plus loin.

## Historique
Le 11 avril 1945, en pleine offensive contre les poches de résistance allemandes de Royan (Gironde Mündung Nord) et de la pointe de Grave (Gironde Mündung Süd), la décision de créer un cimetière militaire pour les combattants alliés est votée par une commission spéciale. 
Un terrain acquis à cet effet près du petit village de Rétaud est aménagé dans les semaines qui suivent la fin des hostilités, sous la supervision de l'Amicale des anciens des forces françaises du Sud-Ouest, une association présidée par le général Henri Adeline, l'un des artisans de la libération de Royan. Le 3 mars 1950, le cimetière obtient du ministère des Anciens Combattants le titre de nécropole nationale.
Au cours des années qui suivent cette décision, de nombreux soldats qui avaient été enterrés dans les différentes communes de la région royannaise sont exhumés et ré-inhumés au cimetière de Rétaud. En 1974, le cimetière est partiellement réaménagé.

## Les soldats morts à la guerre
La nécropole nationale de Rétaud abrite les corps de 330 combattants, parmi lesquels nombre de FFI, mais aussi des FFL, des soldats de l'armée d'Afrique, de l'armée américaine, de l'aviation française et de l'aviation alliée. 129 tombes sont surmontées de stèles musulmanes. La plupart des musulmans tués appartenaient au 4e régiment de zouaves (4e RZ) et au bataillon de marche somali (BMS). Les noms des combattants tués ont été relevés et enregistrés et sont désormais consultables sur internet.

## Présentation
Couvrant une superficie de 3191 mètres carrés, elle se divise en plusieurs parcelles où des stèles rappellent le nom — quand il est connu — de ceux qui sont tombés au cours de ces derniers combats de la Libération. Les stèles, d'une grande sobriété, diffèrent selon la religion des combattants. Au côté des croix figurent ainsi 129 stèles musulmanes, ornées de versets coraniques.
Au centre du cimetière figure un monument symbolique : un mur de granit (évocation du mur de l'Atlantique) au centre duquel a été ouverte une brèche (symbole de la liberté retrouvée) où une croix de guerre a été aménagée, devant un mât où flottent les couleurs nationales. Les noms des combattants y sont gravés au-dessous de l'inscription :
« À ceux qui sont tombés en assiégeant puis en libérant Royan et Oléron »
Une urne contenant des cendres recueillies au camp d'extermination nazi de Buchenwald a été placée dans le monument en 1955.